# Čitrál
Čitrál je město v pákistánské provincii Chajbar Paštúnchwá, hlavní město stejnojmenného regionu. Do roku 1969 bylo město hlavním sídlem knížecího státu téhož názvu. Město se rozkládá na ploše 57 km² v nadmořské výšce 1517 m n. m. Leží na úpatí hory Tirič Mír v pohoří Hindúkuš. V roce 2003 v něm žilo 20 000 obyvatel.